# Alpes cottiennes
 (mars 2014).
Si vous disposez d'ouvrages ou d'articles de référence ou si vous connaissez des sites web de qualité traitant du thème abordé ici, merci de compléter l'article en donnant les références utiles à sa vérifiabilité et en les liant à la section « Notes et références ».
Les Alpes cottiennes désignent à la fois un massif des Alpes (Alpi Cozie) et une ancienne province romaine (Alpes Cottiæ). La traduction française ne permet pas de faire la distinction entre les deux, mais l'on trouve parfois l'appellation d'origine Cozie pour désigner le massif.
Néanmoins, tous deux font référence à une zone géographique à cheval entre deux pays : la France (Savoie, Hautes-Alpes, Alpes-de-Haute-Provence) et l'Italie (Piémont).

## Géographie

### Situation
Les Alpes cottiennes sont comprises entre les cols frontaliers du Mont-Cenis et de Larche et se situent entre les Alpes grées au nord et les Alpes maritimes (massif du Mercantour-Argentera) au sud. Elles sont arrosées principalement par la Doire ripaire, le Pô, la Stura di Demonte, l'Ubaye, la Durance et l'Arc.
Elles sont formées par les massifs du Mont-Cenis, des Cerces, du Queyras, d'Escreins, du Parpaillon et de Chambeyron.
Dès lors, l'appellation Alpes cottiennes désigne généralement exclusivement la partie nord du massif côté italien de la frontière.[réf. nécessaire]

### Principaux sommets

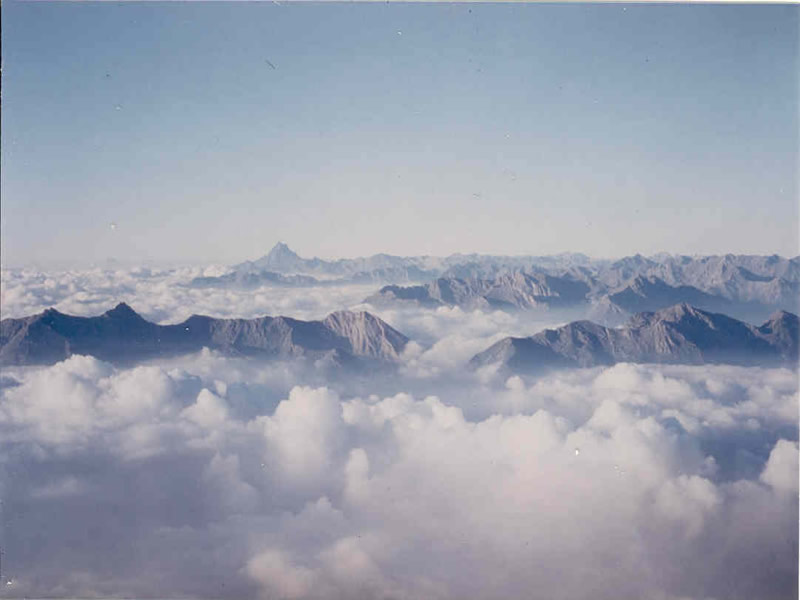
Les Alpes cottiennes et le Viso depuis Rochemelon.

- le mont Viso, 3 841 m, point culminant du massif
- le Viso di Vallanta (it), 3 781 m
- le Visolotto, 3 346 m
- le Bric Froid, 3 305 m
- le roc del Boucher, 3 285 m
- la pointe Rognosa, 3 280 m
- la pointe Clapiera, 3 266 m
- la pointe Barraco, 3 237 m
- le mont Granero, 3 171 m
- la pointe Michelis, 3 154 m
- le mont Platasse, 3 149 m
- le mont Meidassa, 3 105 m
- la pointe Tre Chiosis, 3 080 m
- le rocher de la Marquise, 3 074 m
- le Grand Queyron (it), 3 060 m
- le Monte Albergian, 3 041 m
- le Bric Ghinivert, 3 037 m
- le mont Barifreddo, 3 028 m
- le Viso Mozzo, 3 019 m
- la cime du Lobbie, 3 015 m
- le Bric Bouchet (it), 2 997 m
- le mont Orsiera, 2 886 m
- la pointe Cornour, 2 868 m

## Géologie
Le massif du côté italien alterne entre les zones riches en schistes (mont Viso) et les zones constituées de roches cristallines (massif cristallin interne : Dora Maira). Cette zone constitue la suture entre Europe et Apulie et montre des lambeaux de croûte océanique (ophiolites) plus ou moins métamorphiques (Viso, Bric Bouchet…) témoin de la dynamique d'océanisation passée (océan liguro-piémontais).

## Histoire

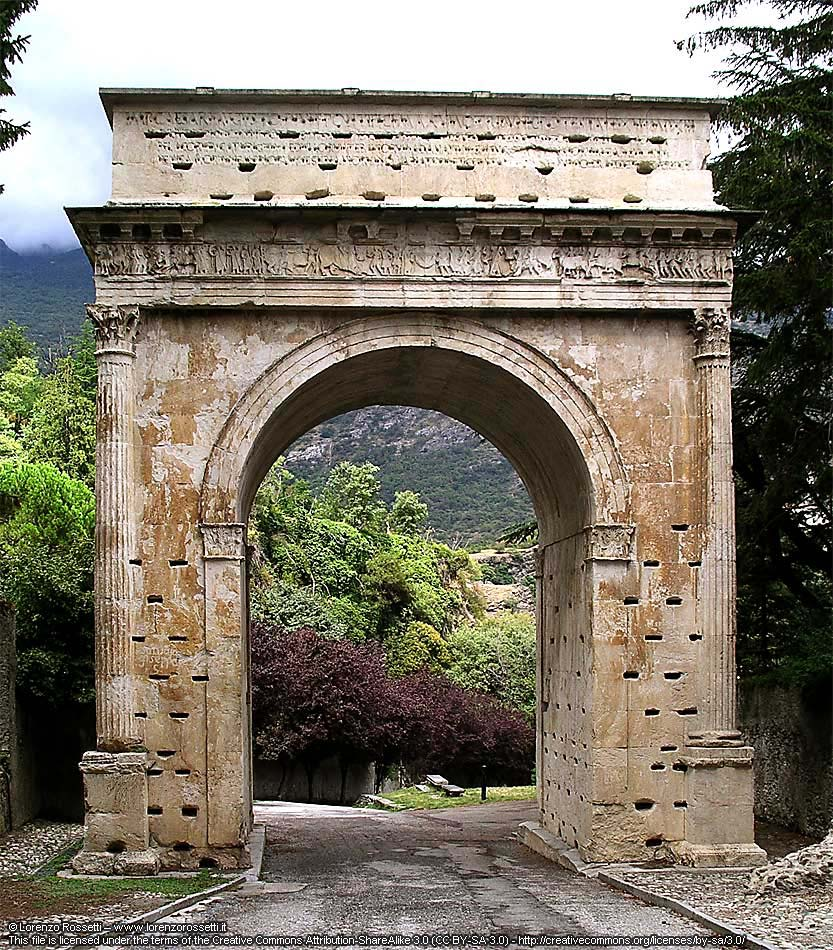
L'arc d'Auguste, à Suse (Italie).

Les Alpes cottiennes sont une ancienne province romaine impériale, créée par Auguste dans le territoire des Segusini. Cette province succédait au royaume de Suse, conservait la même capitale Segusio (Suse) et englobait la région comprise entre le Mont-Cenis et le mont Viso. Marcus Julius Cottius, le roi celto-ligure local, allié de Rome, avait ouvert aux Romains la route de la vallée de Suse et du col de Montgenèvre, qui permettait d'accéder à la Gaule (itinéraire de la voie Domitienne). En remerciement de son attitude favorable, il fut nommé préfet par Auguste et continua de régner dans sa capitale. Il dédia à Suse en 8 av. J.-C. un arc de triomphe à Auguste. Cet arc d'Auguste est un témoignage historique précieux car il indique le nom des quatorze peuples qui dépendaient alors du préfet Cottius  :
- Adanates ou Édenates
- Belaques ou Belaces
- Caturiges
- Ectini ou Ecdini
- Iemerii
- Médulles
- Quariates
- Savincates
- Ségoviens
- Ségusiens
- Tébaves
- Veamines
- Vénisaniens
- Vésubiens ou Ésubiens

Il donna son nom à la province. À sa mort en l'an 13, son fils Donnus II lui succède.

### Restauration duRegnum Cottii(44-63)
À la mort de Donnus II en 44, son fils Cottius II lui succède. L'empereur Claude lui restitue son titre de roi et les Alpes cottiennes sont de nouveau appelées « royaume de Cottius » (Regnum Cottii).
La partie du royaume située sur le versant occidental des Alpes est alors administrée par un préfet subordonné à Cottius II : Albanus, fils de Bussullus, qui a le statut d'indigène pérégrin.

### LaProvincia Alpium Cottiarum

Les Alpes cottiennes dans l'Empire romain vers 120.

Cottius II meurt en 63, sans descendance masculine semble-t-il. Néron érige alors le royaume en province (Provincia Alpium Cottiarum) administrée par un procurateur et octroie le droit latin à ses habitants.
À partir de 64, elle est gouvernée par un procurateur ou un préfet issu de l'ordre équestre. Peu à peu, le territoire est recomposé en municipes : ceux de Segusio (Suse) et Brigantio (Briançon) existant dès cette époque.
Le nombre de gouverneurs, procurateurs, connus est très faible : seulement six. Cette procuratèle donnait droit au niveau de salaire centenaire (100 000 sesterces par an). On ne connaît qu'une exception passagère : celle de C. Iulius Pacatianus qui fut ducénaire dans son gouvernement. Ces 200 000 sesterces d'émoluments correspondaient à une tâche spécifique : garder les cols des Alpes au moment de la lutte entre Septime Sévère (145-211) et Clodius Albinus (147-197) — lutte qui dura de 194 à 197 —, pour empêcher ce dernier de passer en Italie. Ce poste de confiance ne pouvait pas être accordé à quelqu'un qui n'aurait pas été un proche de l'empereur.
À la fin du IIIe siècle, deux itinéraires principaux permettent la liaison entre les grands centres d'Italie et de Gaule que sont à cette époque Milan et Vienne : l'Itinéraire d'Antonin indique que l'un passe par les Alpes Graias (Alpes grées), l'autre par les Alpes Cottias (Alpes cottiennes). Durant cette même période, pour contrer les invasions barbares, les Alpes sont militarisées afin de protéger l'accès à l'Italie ; dans les Alpes cottiennes, la présence militaire existe notamment au castellum de Briançon, à Suse et en Maurienne.
En 297, une partie de la province entre dans  celle des Alpes-Maritimes.
Jusqu'en 471, le col de Montgenèvre (Mons Matronae) est l'une des dernières voies principales permettant le lien entre Rome et la Gaule.
Villes, agglomérations, castra : Ad Fines (Malano), Ocelum (Celle), Ad Duodecimum (Saint-Didier), Segusio (Suse), Venausio (Venaus), Scingomagus / Excingomagus (Exilles), Caesao / Goesao (Cesana Torinese), Ad Martes Ultor (Ulcense, Oulx), Brigantium (Briançon), Mons Matronae (Mont Genèvre).

## Activités

### Stations de sports d'hiver
- Abriès
- Cesana Torinese
- Chiomonte
- Crissolo
- Fenestrelle
- Giaveno
- Paesana
- Pragelato
- Prali
- Pontechianale
- Sauze d'Oulx
- Sestrières
- Torre Pellice

Cette région, à proximité de Turin, est probablement une des plus denses en stations de sports d'hiver d'Italie[réf. nécessaire].